# Lista de navios lançados em janeiro de 1944
A seguir está uma lista como os navios lançados ao mar no mês de janeiro de 1944.
| Data          | Navio                   | País           | Construtor                            | Localização                        | Classe          | Notas |
| ------------- | ----------------------- | -------------- | ------------------------------------- | ---------------------------------- | --------------- | ----- |
| 1 de janeiro  | SS George G. Crawford   | Estados Unidos | J. A. Jones Construction Company      | Brunswick, Georgia                 | Classe Liberty  |       |
| 2 de janeiro  | SS William Glackens     | Estados Unidos | California Shipbuilding Corporation   | Los Angeles                        | Classe Liberty  |       |
| 2 de janeiro  | SS William Vaughn Moody | Estados Unidos | Permanente Metals, #2 Yard            | Richmond                           | Classe Liberty  |       |
| 3 de janeiro  | USS LST-527             | Estados Unidos | Jeffersonville Boat and Machine Co.   | (Jeffersonville, Indiana, U.S.A.)  | LST             |       |
| 4 de janeiro  | SS Ben Robertson        | Estados Unidos | Southeastern Shipbuilding Corporation | Savannah, Georgia                  | Classe Liberty  |       |
| 4 de janeiro  | SS Oliver Kelley        | Estados Unidos | Permanente Metals, #2 Yard            | Richmond                           | Classe Liberty  |       |
| 5 de janeiro  | SS Abram S. Hewitt      | Estados Unidos | Permanente Metals, #2 Yard            | Richmond                           | Classe Liberty  |       |
| 5 de janeiro  | SS Augustin Stahl       | Estados Unidos | California Shipbuilding Corporation   | Los Angeles                        | Classe Liberty  |       |
| 5 de janeiro  | SS Charles Goodnight    | Estados Unidos | Todd Houston Shipbuilding Corporation | Houston, Texas                     | Classe Liberty  |       |
| 5 de janeiro  | SS Elwood Mead          | Estados Unidos | Oregon Shipbuilding Company           | Portland                           | Classe Liberty  |       |
| 5 dde janeiro | SS Joseph E. Wing       | Estados Unidos | Permanente Metals, #1 Yard            | Richmond                           | Classe Liberty  |       |
| 5 de janeiro  | SS Russell Sage         | Estados Unidos | J. A. Jones Construction Company      | Panama City, Florida               | Classe Liberty  |       |
| 5 de janeiro  | U-1009                  | Alemanha       | Blohm + Voss                          | Hamburgo                           | Tipo VIIC/41    |       |
| 5 de janeiro  | U-1010                  | Alemanha       | Blohm + Voss                          | Hamburgo                           | Tipo VIIC/41    |       |
| 5 de janeiro  | USS LST-538             | Estados Unidos | Missouri Valley Bridge and Iron Co.   | (Evansville, Indiana, U.S.A.)      | LST             |       |
| 6 de janeiro  | U-878                   | Alemanha       | AG Weser                              | Bremen                             | Tipo IXC/40     |       |
| 6 de janeiro  | U-1207                  | Alemanha       | F Schichau GmbH                       | Danzig                             | Tipo VIIC       |       |
| 7 de janeiro  | SS Julian W. Mack       | Estados Unidos | California Shipbuilding Corporation   | Los Angeles                        | Classe Liberty  |       |
| 7 de janeiro  | SS Leon Godchaux        | Estados Unidos | Delta Shipbuilding Company            | New Orleans                        | Classe Liberty  |       |
| 7 de janeiro  | SS Norman O. Pedrick    | Estados Unidos | Delta Shipbuilding Company            | New Orleans                        | Classe Liberty  |       |
| 7 de janeiro  | SS Sameveron            | Estados Unidos | Bethlehem-Fairfield Shipyards         | Baltimore                          | Classe Liberty  |       |
| 7 de janeiro  | SS Samuel V. Stewart    | Estados Unidos | Oregon Shipbuilding Company           | Portland                           | Classe Liberty  |       |
| 7 de janeiro  | SS William Peffer       | Estados Unidos | Permanente Metals, #2 Yard            | Richmond                           | Classe Liberty  |       |
| 7 de janeiro  | U-1234                  | Alemanha       | Deutsche Werft AG                     | Hamburgo                           | Tipo IXC/40     |       |
| 7 de janeiro  | USS LST-516             | Estados Unidos | Chicago Bridge and Iron Co.           | Seneca                             | LST             |       |
| 8 de janeiro  | SS Ada Rehan            | Estados Unidos | Permanente Metals, #2 Yard            | Richmond                           | Classe Liberty  |       |
| 8 de janeiro  | SS Andrew Briscoe       | Estados Unidos | Todd Houston Shipbuilding Corporation | Houston, Texas                     | Classe Liberty  |       |
| 8 de janeiro  | SS Clarence H. Matson   | Estados Unidos | California Shipbuilding Corporation   | Los Angeles                        | Classe Liberty  |       |
| 8 de janeiro  | SS George T. Angell     | Estados Unidos | New England Shipbuilding Company      | South Portland                     | Classe Liberty  |       |
| 8 de janeiro  | SS Jean Louis           | Estados Unidos | Delta Shipbuilding Company            | New Orleans                        | Classe Liberty  |       |
| 8 de janeiro  | SS Samfeugh             | Estados Unidos | Bethlehem-Fairfield Shipyards         | Baltimore                          | Classe Liberty  |       |
| 8 de janeiro  | U-400                   | Alemanha       | Howaldtswerke AG                      | Kiel                               | Tipo VIIC       |       |
| 8 de janeiro  | USS LST-140             | Estados Unidos | American Bridge Co.                   | (Ambridge, Pennsylvania, U.S.A.)   | LST             |       |
| 10 de janeiro | SS John W. Troy         | Estados Unidos | Oregon Shipbuilding Company           | Portland                           | Classe Liberty  |       |
| 10 de janeiro | SS Samtay               | Estados Unidos | Bethlehem-Fairfield Shipyards         | Baltimore                          | Classe Liberty  |       |
| 10 de janeiro | SS Uriah M. Rose        | Estados Unidos | Permanente Metals, #2 Yard            | Richmond                           | Classe Liberty  |       |
| 10 de janeiro | U-1273                  | Alemanha       | Bremer Vulkan-Vegesacker Werft        | Bremen-Vegesack                    | Tipo VIIC       |       |
| 10 de janeiro | USS LST-539             | Estados Unidos | Missouri Valley Bridge and Iron Co.   | (Evansville, Indiana, U.S.A.)      | LST             |       |
| 11 de janeiro | SS Harriet Monroe       | Estados Unidos | Permanente Metals, #1 Yard            | Richmond                           | Classe Liberty  |       |
| 11 de janeiro | SS Royal S. Copeland    | Estados Unidos | St. John's River Shipbuilding Company | Jacksonville                       | Classe Liberty  |       |
| 11 de janeiro | U-879                   | Alemanha       | AG Weser                              | Bremen                             | Tipo IXC/40     |       |
| 11 de janeiro | USS LST-528             | Estados Unidos | Jeffersonville Boat and Machine Co.   | (Jeffersonville, Indiana, U.S.A.)  | LST             |       |
| 12 de janeiro | USS LST-139             | Estados Unidos | American Bridge Co.                   | (Ambridge, Pennsylvania, U.S.A.)   | LST             |       |
| 12 de janeiro | SS John W. Burgess      | Estados Unidos | Permanente Metals, #2 Yard            | Richmond                           | Classe Liberty  |       |
| 12 de janeiro | SS United Victory       | Estados Unidos | Oregon Shipbuilding Company           | Portland                           | Classe Victory  |       |
| 12 de janeiro | U-323                   | Alemanha       | Flender Werke AG                      | Lübeck                             | Tipo VIIC/41    |       |
| 13 de janeiro | SS David B. Johnson     | Estados Unidos | J. A. Jones Construction Company      | Brunswick, Georgia                 | Classe Liberty  |       |
| 13 de janeiro | SS Moses G. Farer       | Estados Unidos | Permanente Metals, #2 Yard            | Richmond                           | Classe Liberty  |       |
| 13 de janeiro | SS Samearn              | Estados Unidos | New England Shipbuilding Company      | South Portland                     | Classe Liberty  |       |
| 13 de janeiro | SS Samythian            | Estados Unidos | New England Shipbuilding Company      | South Portland                     | Classe Liberty  |       |
| 13 de janeiro | SS Susan Colby          | Estados Unidos | New England Shipbuilding Company      | South Portland                     | Classe Liberty  |       |
| 13 de janeiro | U-1053                  | Alemanha       | F. Krupp Germaniawerft AG             | Kiel                               | Tipo VIIC       |       |
| 13 de janeiro | U-1208                  | Alemanha       | F Schichau GmbH                       | Danzig                             | Tipo VIIC       |       |
| 14 de janeiro | SS Frank J. Cuhel       | Estados Unidos | Permanente Metals, #1 Yard            | Richmond                           | Classe Liberty  |       |
| 14 de janeiro | SS James A. Wilder      | Estados Unidos | California Shipbuilding Corporation   | Los Angeles                        | Classe Liberty  |       |
| 14 de janeiro | SS John Einig           | Estados Unidos | St. John's River Shipbuilding Company | Jacksonville                       | Classe Liberty  |       |
| 14 de janeiro | USS LST-540             | Estados Unidos | Missouri Valley Bridge and Iron Co.   | (Evansville, Indiana, U.S.A.)      | LST             |       |
| 15 de janeiro | USS LST-517             | Estados Unidos | Chicago Bridge and Iron Co.           | Seneca                             | LST             |       |
| 15 de janeiro | SS Alfred C. True       | Estados Unidos | Permanente Metals, #2 Yard            | Richmond                           | Classe Liberty  |       |
| 15 de janeiro | SS Carole Lombard       | Estados Unidos | California Shipbuilding Corporation   | Los Angeles                        | Classe Liberty  |       |
| 15 de janeiro | SS Samnid               | Estados Unidos | Bethlehem-Fairfield Shipyards         | Baltimore                          | Classe Liberty  |       |
| 15 de janeiro | U-485                   | Alemanha       | Deutsche Werke AG                     | Kiel                               | Tipo VIIC       |       |
| 15 de janeiro | U-1102                  | Alemanha       | Nordseewerke                          | Emden                              | Tipo VIIC       |       |
| 16 de janeiro | SS William B. Leeds     | Estados Unidos | Permanente Metals, #2 Yard            | Richmond                           | Classe Liberty  |       |
| 16 de janeiro | USS LST-141             | Estados Unidos | American Bridge Co.                   | (Ambridge, Pennsylvania, U.S.A.)   | LST             |       |
| 17 de janeiro | USS LST-529             | Estados Unidos | Jeffersonville Boat and Machine Co.   | (Jeffersonville, Indiana, U.S.A.)  | LST             |       |
| 17 de janeiro | SS Allen C. Balch       | Estados Unidos | California Shipbuilding Corporation   | Los Angeles                        | Classe Liberty  |       |
| 17 de janeiro | SS Samouse              | Estados Unidos | Bethlehem-Fairfield Shipyards         | Baltimore                          | Classe Liberty  |       |
| 17 de janeiro | SS William W. Loring    | Estados Unidos | J. A. Jones Construction Company      | Panama City, Florida               | Classe Liberty  |       |
| 18 de janeiro | SS Francisco Morazan    | Estados Unidos | Permanente Metals, #2 Yard            | Richmond                           | Classe Liberty  |       |
| 18 de janeiro | SS Kattenturm           | Alemanha       | Deutsche Werft                        | Hamburgo                           | Navio cargueiro |       |
| 18 de janeiro | SS Melville Jacoby      | Estados Unidos | Walsh-Kaiser Company                  | Providence, Rhode Island           | Classe Liberty  |       |
| 18 de janeiro | SS Samuel T. Darling    | Estados Unidos | Southeastern Shipbuilding Corporation | Savannah, Georgia                  | Classe Liberty  |       |
| 18 de janeiro | SS William M. Eastland  | Estados Unidos | Todd Houston Shipbuilding Corporation | Houston, Texas                     | Classe Liberty  |       |
| 19 de janeiro | SS Daulton Mann         | Estados Unidos | Permanente Metals, #1 Yard            | Richmond                           | Classe Liberty  |       |
| 19 de janeiro | SS Eloy Alfaro          | Estados Unidos | Bethlehem-Fairfield Shipyards         | Baltimore                          | Classe Liberty  |       |
| 19 de janeiro | SS Raymond T. Baker     | Estados Unidos | California Shipbuilding Corporation   | Los Angeles                        | Classe Liberty  |       |
| 19 de janeiro | SS William D. Boyce     | Estados Unidos | Permanente Metals, #2 Yard            | Richmond                           | Classe Liberty  |       |
| 19 de janeiro | U-1013                  | Alemanha       | Blohm + Voss                          | Hamburgo                           | Tipo VIIC/41    |       |
| 20 de janeiro | SS Alexander Majors     | Estados Unidos | Permanente Metals, #1 Yard            | Richmond                           | Classe Liberty  |       |
| 20 de janeiro | SS Samchess             | Estados Unidos | Bethlehem-Fairfield Shipyards         | Baltimore                          | Classe Liberty  |       |
| 20 de janeiro | USS LST-518             | Estados Unidos | Chicago Bridge and Iron Co.           | Seneca                             | LST             |       |
| 21 de janeiro | SS A. B. Hammond        | Estados Unidos | California Shipbuilding Corporation   | Los Angeles                        | Classe Liberty  |       |
| 21 de janeiro | SS Abigail S. Duniway   | Estados Unidos | Oregon Shipbuilding Company           | Portland                           | Classe Liberty  |       |
| 21 de janeiro | SS Howard E. Coffin     | Estados Unidos | J. A. Jones Construction Company      | Brunswick, Georgia                 | Classe Liberty  |       |
| 21 de janeiro | SS John G. Tod          | Estados Unidos | Todd Houston Shipbuilding Corporation | Houston, Texas                     | Classe Liberty  |       |
| 21 de janeiro | SS Van Lear Vlack       | Estados Unidos | Bethlehem-Fairfield Shipyards         | Baltimore                          | Classe Liberty  |       |
| 21 de janeiro | SS W. B. Rodgers        | Estados Unidos | Permanente Metals, #2 Yard            | Richmond                           | Classe Liberty  |       |
| 22 de janeiro | SS Carl B. Eielson      | Estados Unidos | Permanente Metals, #2 Yard            | Richmond                           | Classe Liberty  |       |
| 22 de janeiro | SS Renald Fernald       | Estados Unidos | New England Shipbuilding Company      | South Portland                     | Classe Liberty  |       |
| 22 de janeiro | SS Samesk               | Estados Unidos | Bethlehem-Fairfield Shipyards         | Baltimore                          | Classe Liberty  |       |
| 22 de janeiro | SS Warren Stone         | Estados Unidos | Delta Shipbuilding Company            | New Orleans                        | Classe Liberty  |       |
| 23 de janeiro | USS LST-653             | Estados Unidos | American Bridge Co.                   | (Ambridge, Pennsylvania, U.S.A.)   | LST             |       |
| 24 de janeiro | SS Alice H. Rice        | Estados Unidos | Permanente Metals, #2 Yard            | Richmond                           | Classe Liberty  |       |
| 24 de janeiro | SS Benjamin Schlesinger | Estados Unidos | Bethlehem-Fairfield Shipyards         | Baltimore                          | Classe Liberty  |       |
| 24 de janeiro | SS Elinor Wylie         | Estados Unidos | California Shipbuilding Corporation   | Los Angeles                        | Classe Liberty  |       |
| 24 de janeiro | SS Meyer London         | Estados Unidos | Bethlehem-Fairfield Shipyards         | Baltimore                          | Classe Liberty  |       |
| 25 de janeiro | SS Edward H. Crockett   | Estados Unidos | New England Shipbuilding Company      | South Portland                     | Classe Liberty  |       |
| 25 de janeiro | SS Edward Lander        | Estados Unidos | Oregon Shipbuilding Company           | Portland                           | Classe Liberty  |       |
| 25 de janeiro | U-1235                  | Alemanha       | Deutsche Werft AG                     | Hamburgo                           | Tipo IXC/40     |       |
| 25 de janeiro | U-1274                  | Alemanha       | Bremer Vulkan-Vegesacker Werft        | Bremen-Vegesack                    | Tipo VIIC/41    |       |
| 25 de janeiro | USS LST-519             | Estados Unidos | Chicago Bridge and Iron Co.           | Seneca                             | LST             |       |
| 25 de janeiro | USS LST-530             | Estados Unidos | Jeffersonville Boat and Machine Co.   | (Jeffersonville, Indiana, U.S.A.)  | LST             |       |
| 25 de janeiro | USS LST-541             | Estados Unidos | Missouri Valley Bridge and Iron Co.   | (Evansville, Indiana, U.S.A.)      | LST             |       |
| 26 de janeiro | SS China Victory        | Estados Unidos | California Shipbuilding Corporation   | Los Angeles                        | Classe Victory  |       |
| 26 de janeiro | SS Elwood Haynes        | Estados Unidos | Permanente Metals, #2 Yard            | Richmond                           | Classe Liberty  |       |
| 26 de janeiro | SS Isaac S. Hopkins     | Estados Unidos | Southeastern Shipbuilding Corporation | Savannah, Georgia                  | Classe Liberty  |       |
| 26 de janeiro | Empire Marksman         | Reino Unido    | Scott & Sons Ltd                      | Bowling                            | Navio costeiro  |       |
| 27 de janeiro | SS Henry E. Huntington  | Estados Unidos | California Shipbuilding Corporation   | Los Angeles                        | Classe Liberty  |       |
| 27 de janeiro | SS Morris Hillquit      | Estados Unidos | Bethlehem-Fairfield Shipyards         | Baltimore                          | Classe Liberty  |       |
| 27 de janeiro | SS Nathan S. Davis      | Estados Unidos | Permanente Metals, #2 Yard            | Richmond                           | Classe Liberty  |       |
| 27 de janeiro | SS Poland Victory       | Estados Unidos | Oregon Shipbuilding Company           | Portland                           | Classe Victory  |       |
| 27 de janeiro | Empire Jonathan         | Reino Unido    | A Hall & Co Ltd                       | Aberdeen                           | Rebocador       |       |
| 27 de janeiro | USS LST-980             | Estados Unidos | Boston Navy Yard                      | (Boston, Massachusetts, U.S.A.)    | LST             |       |
| 27 de janeiro | USS LST-981             | Estados Unidos | Boston Navy Yard                      | (Boston, Massachusetts, U.S.A.)    | LST             |       |
| 28 de janeiro | SS Charles J. Finger    | Estados Unidos | Todd Houston Shipbuilding Corporation | Houston, Texas                     | Classe Liberty  |       |
| 28 de janeiro | SS Jan Pieterszoon Coen | Estados Unidos | Permanente Metals, #1 Yard            | Richmond                           | Classe Liberty  |       |
| 28 de janeiro | SS Linn Boyd            | Estados Unidos | Delta Shipbuilding Company            | New Orleans                        | Classe Liberty  |       |
| 28 de janeiro | SS Morgan Robertson     | Estados Unidos | Permanente Metals, #2 Yard            | Richmond                           | Classe Liberty  |       |
| 28 de janeiro | SS Peter Moran          | Estados Unidos | Oregon Shipbuilding Company           | Portland                           | Classe Liberty  |       |
| 28 de janeiro | SS Samteviot            | Estados Unidos | New England Shipbuilding Company      | South Portland                     | Classe Liberty  |       |
| 28 de janeiro | SS Sarah Orne Jewett    | Estados Unidos | New England Shipbuilding Company      | South Portland                     | Classe Liberty  |       |
| 28 de janeiro | USS LST-542             | Estados Unidos | Missouri Valley Bridge and Iron Co.   | (Evansville, Indiana, U.S.A.)      | LST             |       |
| 29 de janeiro | SS Edwin G. Weed        | Estados Unidos | St. John's River Shipbuilding Company | Jacksonville                       | Classe Liberty  |       |
| 29 de janeiro | SS John Dockweiler      | Estados Unidos | California Shipbuilding Corporation   | Los Angeles                        | Classe Liberty  |       |
| 29 de janeiro | SS Minnie M. Fiske      | Estados Unidos | J. A. Jones Construction Company      | Panama City, Florida               | Classe Liberty  |       |
| 29 de janeiro | SS R. Ney McNeely       | Estados Unidos | J. A. Jones Construction Company      | Brunswick, Georgia                 | Classe Liberty  |       |
| 29 de janeiro | USS LST-730             | Estados Unidos | Dravo Corp.                           | (Pittsburgh, Pennsylvania, U.S.A.) | LST             |       |
| 30 de janeiro | SS John Hope            | Estados Unidos | Permanente Metals, #2 Yard            | Richmond                           | Classe Liberty  |       |
| 30 de janeiro | U-1014                  | Alemanha       | Blohm + Voss                          | Hamburgo                           | Tipo VIIC/41    |       |
| 30 de janeiro | USS LST-654             | Estados Unidos | American Bridge Co.                   | (Ambridge, Pennsylvania, U.S.A.)   | LST             |       |
| 31 de janeiro | SS David A. Curry       | Estados Unidos | California Shipbuilding Corporation   | Los Angeles                        | Classe Liberty  |       |
| 31 de janeiro | SS Samannan             | Estados Unidos | New England Shipbuilding Company      | South Portland                     | Classe Liberty  |       |
| 31 de janeiro | SS Samleven             | Estados Unidos | Bethlehem-Fairfield Shipyards         | Baltimore                          | Classe Liberty  |       |
| 31 de janeiro | USS LST-520             | Estados Unidos | Chicago Bridge and Iron Co.           | Seneca                             | LST             |       |
| 31 de janeiro | USS LST-682             | Estados Unidos | Jeffersonville Boat and Machine Co.   | (Jeffersonville, Indiana, U.S.A.)  | LST             |       |